# Colart (Unternehmen)
Colart International Holdings Ltd., kurz Colart oder Colart Group, ist ein britisches Unternehmen, welches sich auf die Herstellung und den Vertrieb von Künstlermaterialien spezialisiert hat. Der Hauptsitz befindet sich in London. Eigenen Angaben zufolge beschäftigte die Gruppe 2022 über 1100 Menschen.

## Geschichte
Colart wurde 1992 als Tochterunternehmen der AB Wilh. Becker gegründet und ist also ein Enkelunternehmen der Lindéngruppen, ein Familienunternehmen mit Sitz in Höganäs in Südschweden. Colart hat zehn Fertigungsstandorte im Vereinigten Königreich, Frankreich und China. Tochterunternehmen mit den Marken wie z. B. Winsor & Newton, Liquitex und Lefranc & Bourgeois sind weltweit ansässig. Seit Mai 2017 ist Colart Mehrheitsaktionär des Verlags Elephant Art, u. a. Herausgeber der Kunstzeitschrift Elephant.

## Marken und Tochterunternehmen
Colart führt eine Vielzahl von Marken und Tochterunternehmen, die in unterschiedlichen Bereichen der Künstlerbedarf-Industrie tätig sind. Eine dieser Marken ist Beckers „A“, eine Originalmarke von AB Wilh. Becker, die Künstlerölfarben und Künstlermaterialien vertreibt und hauptsächlich für die nordischen Länder bestimmt ist. Eine weitere Marke ist Dekorima, ebenfalls eine Originalmarke von AB Wilh. Becker, die seit 1970 Künstlerbedarf anbietet, ebenfalls hauptsächlich für die nordischen Länder. Lefranc & Bourgeois ist eine weitere bekannte Marke für Künstlerfarben und -materialien, deren ältester Teil 1720 in Paris gegründet wurde und 1982 von AB Wilh. Becker übernommen wurde.
Charbonnel ist auf Materialien für den künstlerischen Tiefdruck, Lithografie und Vergoldung spezialisiert und wurde 1862 in Paris gegründet. Diese Marke wurde 1988 von Lefranc & Bourgeois übernommen. Eine weitere Marke, Snazaroo, wurde 1989 gegründet und ist auf Schminkfarben (face painting) spezialisiert. Winsor & Newton, bekannt für seine Künstlerfarben und -materialien, wurde 1832 in London gegründet und 1990 von AB Wilh. Becker erworben.
Die Marke Reeves wurde 1766 in London gegründet und 1991 von AB Wilh. Becker übernommen. Sie bietet Farben und Materialien für Künstler an. Liquitex, auf Künstleracrylfarben spezialisiert, wurde 1933 als Permanent Pigments Company in Cincinnati gegründet und 2000 von ColArt übernommen.
Eine weitere bedeutende Marke im Portfolio von ColArt ist Conté à Paris, die auf Mal- und Farbstifte spezialisiert ist. Diese Marke wurde 1795 in Paris gegründet und 2004 von ColArt übernommen. Die Marke Letraset, bekannt für Markierstifte und seit den 1960er-Jahren auch für Anreibebuchstaben, wurde 1959 in London gegründet und 2012 von ColArt übernommen.
Schließlich wurde 2009 auch Elephant Art, ein Verlag für Kunstbücher und eine Kunstzeitschrift, gegründet.